# De sortie du samedi au lundi
Pour plus de détails, voir Fiche technique et Distribution.
De sortie du samedi au lundi (Время отдыха с субботы до понедельника) est un film soviétique réalisé par Igor Talankine, sorti en 1984,.

## Fiche technique
- Photographie : Pavel Lebechev, Georgi Rerberg
- Musique : A. Loktev, Vassili Choumov
- Décors : Valeri Filippov, Elena Tcheremykh
- Montage : Irina Kolotikova